# Max Suhrbier
Max Suhrbier (* 12. Oktober 1902 in Rostock; † 16. Januar 1971 in Ost-Berlin) war ein deutscher Politiker und Vorsitzender der Liberal-Demokratischen Partei Deutschlands (LDPD).

## Leben
Als Sohn eines Schlossers studierte Suhrbier nach dem Besuch des Gymnasiums und dem Abitur in Rostock von 1921 bis 1924 Rechtswissenschaften. Nach dem Referendarexamen 1925 wurde er im selben Jahr an der Universität Rostock mit der Arbeit Die Theorie der unselbständigen (fiduziarischen) Stiftung zum Doktor der Rechte promoviert. 1928 bestand er das Assessorexamen und schlug eine Beamtenlaufbahn ein. Suhrbier gehörte von 1931 bis 1933 der DNVP an. 1929 wurde er Referent für Siedlungsfragen im Landwirtschaftsministerium von Mecklenburg-Schwerin. Von 1933 bis 1945 war Suhrbier im mecklenburgischen Finanzministerium als Referent für Steuerfragen beschäftigt. Er gehörte nicht der NSDAP an, war aber Mitglied in zahlreichen anderen NS-Organisationen (Bund Nationalsozialistischer Deutscher Juristen bzw. NS-Rechtswahrerbund, NS-Fliegerkorps, NS-Volkswohlfahrt, Opferring der NSDAP).
Nach Ende des Zweiten Weltkrieges wurde er Abteilungsleiter im mecklenburgischen Finanzministerium. 1946 war er Mitbegründer des Landesverbandes Mecklenburg der LDPD und von 1947 bis 1952 Landesvorsitzender der LDPD in Mecklenburg-Vorpommern. Nach Auflösung der Länder und Bildung der Bezirke war er von 1952 bis 1957 Bezirksvorsitzender der LDPD in Schwerin. Suhrbier war von 1946 bis 1952 Landtagsabgeordneter im Landtag Mecklenburg-Vorpommern, anschließend Abgeordneter des Bezirkstages Schwerin. 1948 wurde Suhrbier zum Finanzminister des Landes Mecklenburg-Vorpommern berufen. Er behielt dieses Amt bis 1952 und war dann Stellvertreter des Vorsitzenden des Rates des Bezirkes Schwerin. Von 1950 bis 1958 und von 1963 bis zu seinem Tode war Suhrbier Mitglied der Volkskammer der DDR. 1959/60 war er stellvertretender Finanzminister der DDR.

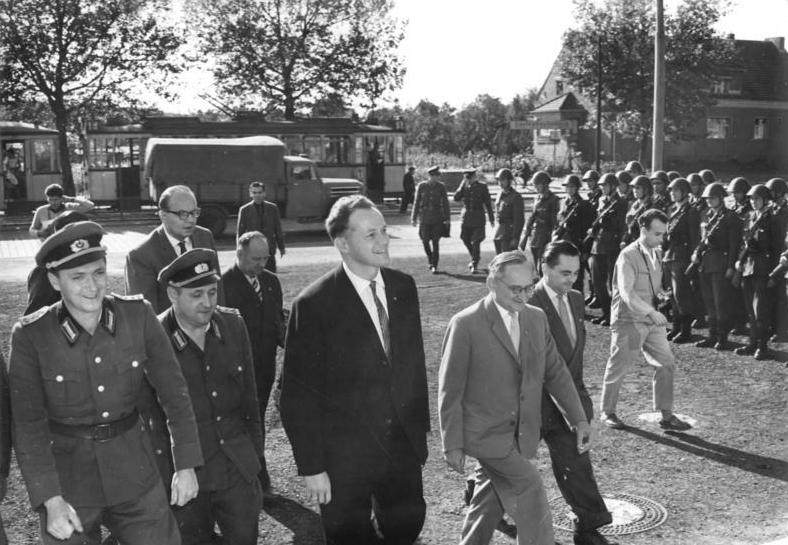
Vorsitzender Max Suhrbier (vordere Reihe in der Mitte, mit Brille) am 29. August 1961 in Berlin beim Besuch von Mitgliedern des Parteivorstandes der LDPD bei einer Einheit der Bereitschaftspolizei, die zur Durchsetzung der Grenzsicherungsmaßnahmen eingesetzt war. Links (im Bild) neben ihm Manfred Gerlach (Generalsekretär), rechts Rudolf Agsten (Fraktionsvorsitzender)

Am 8. Juli 1960 wurde er auf dem 8. Parteitag der LDPD zum Stellvertretenden Vorsitzenden und nur wenige Tage später nach dem Tod des Parteivorsitzenden Hans Loch zum geschäftsführenden Vorsitzenden der Partei gewählt. Am 28. Juli 1960 trat er auch als Vorsitzender des Ausschusses für deutsche Einheit die Nachfolge von Hans Loch an. Im August 1960 wurde er zum Mitglied des Präsidiums des Nationalrates der Nationalen Front kooptiert und am 21. November 1960 zum Vorsitzenden der LDPD gewählt. Am 22. Dezember 1960 wurde er zum Stellvertreter des Vorsitzenden des Ministerrates der DDR berufen und übte dieses Amt genau fünf Jahre bis zum 22. Dezember 1965 aus. Nach seiner Ablösung auf dem 10. Parteitag der LDPD im November 1967 durch Manfred Gerlach wählte ihn die Partei zum Ehrenvorsitzenden.

## Auszeichnungen
- 1955  Vaterländischer Verdienstorden in Bronze
- 1960 und 1964 Orden Banner der Arbeit
- 1962 Johannes-R.-Becher-Medaille
- 1962 Vaterländischer Verdienstorden in Gold
- 1966 Ehrenspange zum Vaterländischen Verdienstorden in Gold

## Schriften
- Deutschland – liberale Demokratie, Schwerin 1948
- Liberale Politik für Deutschland, Schwerin 1951